# Metanema bonadea
Metanema bonadea är en fjärilsart som beskrevs av Druce 1892. Metanema bonadea ingår i släktet Metanema och familjen mätare. Inga underarter finns listade i Catalogue of Life.